# Martin Tešovič
Martin Tešovič (Bratislava, Checoslovaquia, 26 de octubre de 1974) es un deportista eslovaco que compitió en halterofilia.
Ganó dos medallas en el Campeonato Mundial de Halterofilia, oro en 1997 y bronce en 2005, y tres medallas en el Campeonato Europeo de Halterofilia entre los años 1997 y 2007.

## Palmarés internacional
| Campeonato Mundial | Campeonato Mundial     | Campeonato Mundial | Campeonato Mundial |
| Año                | Lugar                  | Medalla            | Categoría          |
| ------------------ | ---------------------- | ------------------ | ------------------ |
| 1997               | Chiang Mai (Tailandia) | Medalla de oro     | 99 kg              |
| 2005               | Doha (Catar)           | Medalla de bronce  | 105 kg             |
| Campeonato Europeo |                        |                    |                    |
| Año                | Lugar                  | Medalla            | Categoría          |
| 1997               | Rijeka (Croacia)       | Medalla de bronce  | 99 kg              |
| 1999               | La Coruña (España)     | Medalla de bronce  | 105 kg             |
| 2007               | Estrasburgo (Francia)  | Medalla de oro     | 105 kg             |